# パタン・ランゲージ

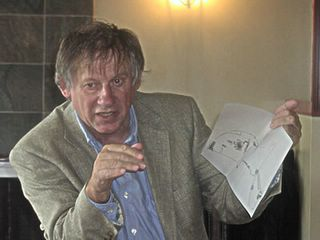
クリストファー・アレグザンダー

パタン・ランゲージ (pattern language) は、クリストファー・アレグザンダーが提唱した、建築・都市計画に関わる理論。単語が集まって文章となり、詩が生まれるように、パターンが集まってランゲージとなり、このパタン・ランゲージを用いて生き生きとした建物やコミュニティを形成することができるとされる。

## 概要
アレグザンダーは、『パタン・ランゲージ』（1977年、邦訳1984年）の中で、人々が「心地よい」と感じる環境（都市、建築物）を分析して253のパターンを挙げた。パターンが集まり、それらの関連の中で環境が形づくられる。1-94は町・コミュニティに関するパターン、95-204は建物に関するパターン、205-253は構造・施工・インテリアに関するパターンである。
パターンの例には「小さな人だまり」「座れる階段」「街路を見下ろすバルコニー」などがあり、これらは家を建てたり、まちづくりのルールを決める際に役立つヒントにもなっている。アレグザンダーによればこれらのパターンは各国の美しい街や住まいに共通する普遍的なもので、かつては誰でも知っていたものであるが、近代都市計画では無視され、急激な近代化の中で忘れられてしまったものである。
既存の建物を撤去したまっさらな土地に直線の広い街路を造り、高層ビルを建てる、といった近代都市計画の発想とは正反対の発想であり、既にあるまちの文脈を読み、狭い路地や目にとまる植栽、窓からの眺めといったヒューマンスケールな要素が重視されている。
望ましいコミュニティ全体を一度に設計・建設することはできないが、パターンに従った一つ一つの行為の積み重ねが確実にコミュニティを形成してゆく。こうしたパターンを見出すのは住まい手や住民自身であり、建築家はその過程を手助けして、実際の形になるよう設計・施工の監理を行うことが役割になる。

## 日本への影響
日本にもパタン・ランゲージの発想が紹介され、真鶴町の「美の条例」制定や、埼玉県川越市で67のパターンからなる「川越一番街 町づくり規範」が作られるなど、まちづくりのルールに取り入れられている。アレグザンダー自身による実践に、1982年の木造建築による東野高等学校の設計がある。ここでは学校関係者がパターンを見つけ、キャンパス計画が作られた。

## 建築・都市計画分野以外への応用
1990年代にソフトウェア分野へ「パタン・ランゲージ」の技法が取り入れられるようになったのを始め、2000年代に入ってからは、人間の行為に関しても「パタン・ランゲージ」を適用するいくつかの動きがみられるようになった。